# Fulgurodes ahumata
Fulgurodes ahumata là một loài bướm đêm trong họ Geometridae.